# Иосиф Лазаропул
Иосиф (греч. Ιωσήφ; в миру Иоанн Лазаропул, Ιωάννης Λαζαρόπουλος; 1310 — 1369) — византийский хронист и житиеписец (агиограф), митрополит Трапезундский (1364—1367).

## Биография
Лазаропул родился около 1310 года и жил в Трапезунде (ныне Трабзон).
Принадлежал к кружку Константина Лукита (ум. 1340). Стал хранителем священных сосудов (скевофилаксом) митрополии Трапезунда.
Лазаропул относился к группировке трапезундской знати, оппозиционной Ирине Палеологине, провозглашённой в 1340 году императрицей. После смерти трапезундского императора Василия Великого Комнина и начала Трапезундской гражданской войны подвергся конфискации имущества и в 1341 отправился в изгнание в Константинополь, сопровождая свергнутую императрицу Ирину Трапезундскую и её двух малолетнийх сыновей. Лазаропул выступал за восстановление Иоанна, сына императора Василия и Ирины Трапезундской на престоле, вёл об этом переговоры с византийским императором Иоанном VI Кантакузином. В 1349 году по поручению византийского императора вместе с Иоанном вернулся в Трапезунд, чтобы способствовать восхождению Иоанна на престол. Иоанн принял тронное имя Алексей III Великий Комнин и был коронован в декабре 1349 года.
После смерти Нифонта Трапезундского (Νήφων ο Πτερυγιονίτης), в 1364 году избран митрополитом Трапезундским. Совершил поездку в Константинополь, где его рукоположил патриарх Филофей (Коккин). 13 апреля 1365 года вернулся в Трапезунд и 15 апреля взошёл на митрополичий престол. 12 апреля 1367 года добровольно сложил с себя сан и удалился в монастырь Пресвятой Богородицы Елеусы (Милосердной) близ восточной бухты Трапезунда. По сообщению историка Михаил Панарет, летом 1368 года посетил Константинополь. О дальнейшей жизни сведений нет.
Лазаропулу принадлежат агиографические сочинения «Слово по случаю рождества прославленного чудотворца и великого подвижника Евгения» (Λόγος ὠς ἐν συνόψει διαλαμβάνων τήν γενέθλιον ἡμέραν τοῦ ἐν θαύμασι πυριβοήτου και μεγάλου Εὐγενίου) и сборник «Второе обозрение чудес св. Евгения» (Σύνοψις τῶν τοῦ ἁγίου θαυμάτων μερικὴ ἐκ τῶν πλείστων) о патроне Трапезунда мученике Евгении (память 21 января). «Обозрение» построено по принципу исторического сочинения и представляет собой компиляцию рассказов о чудесах из различных источников IX—XIV веков. Оно содержит исторические сведения по истории Трапезунда, начиная с периода правления византийского императора Василия I Македонянина (867—886). Лазаропул приводит факты, зафиксированные византийскими историками Скилицей и Зонарой в описании восстания Варды Фоки в Малой Азии (987—989). Лазаропул включил в текст незначительно обработанное историческое повествование об одном из эпизодов противостояния между Трапезундской империей и Конийским султанатом. Согласно Лазаропулу:
Во второе лето правления почившего благолепного царя Андроника Гида в 6731 от сотворения мира корабль с государственными налогами, собранными в Херсоне и тамошних Климатах Готфии, с архонтом димосия Алексеем Пактиаром, и некоторыми архонтами Херсона, направлялся сюда, чтобы доставить ежегодные налоги императору Андронику Гиду. Но по случаю бурной погоды корабль был прибит к Синопу. Вышеупомянутый раис разграбил и захватил это судно, находившиеся на борту деньги, пленив всех, включая экипаж. После этого он послал вооруженные корабли против Херсона и совершил набег на его Климаты.
Император Андроник I Гид послал войска и флот к Синопу, которые захватили город, принудили коменданта Синопа подписать мирный договор и вернуть по договору судно, груз и пленников. Сельджуки перешли в контрнаступление, «султан мелик» совершил поход на Трапезунд и осадил столицу. Согласно «Обозрению» после усердных молитв Андроника Гида явился Евгений и обещал ему помощь. Андроник Гид разгромил под Трапезундом войска сельджуков и пленил «султан мелика». Среди чудес Евгения — исцеление Лазаропула, который, будучи юношей, сильно отравился копчёной рыбой из Газарии в Северном Причерноморье на трапезе в монастыре Святой Софии на празднике Преображения Господне, где присутствовал Константин Лукит. Лазаропулу явился Евгений и заявил, что исцеляет его по молитвам близких. Второе явление Евгения Лазаропулу случилось, когда он боялся путешествия из Константиноля в Трапезунд по морю в зимнюю пору, волнуясь также за поручение императора Иоанна VI Кантакузина. Лазаропулу явился Евгений и ободрил его.

## Личная жизнь
Был женат, имел двух сыновей. Феофан умер в юности, Константин был скевофилаксом митрополии Трапезунда в 1381 году.